# فرودگاه بیچ رنچ
فرودگاه بیچ رنچ (به انگلیسی: Beach Ranch Airport) یک فرودگاه خصوصی است که یک باند فرود چمن دارد و طول باند آن ۸۵۳ متر است. این فرودگاه در شهر انترپرایس، اورگن کشور ایالات متحده آمریکا قرار دارد و در ارتفاع ۱۲۱۹ متری از سطح دریا واقع شده‌است.